# Scopula instilata
Scopula instilata là một loài bướm đêm trong họ Geometridae.